# Tom Hooper (rugbista)
Thomas Hooper (Sídney, Australia, 29 de enero de 2001), más conocido como Tom Hooper, es un jugador profesional australiano de rugby que se desempeña en la posición de segunda línea en Brumbies, equipo perteneciente a la liga Súper Rugby.

## Carrera
En 2019, Hooper se unió al equipo Brumbies, donde lleva jugando cuatro temporadas. También es parte de la Selección de rugby de Australia. En 2023, jugó un partido con Barbarian F.C.